# Святловский, Владимир Владимирович (экономист)
Влади́мир Влади́мирович Святло́вский (16 (28) января 1871, Санкт-Петербург — 22 ноября 1927) — русский экономист, историк, идеолог профсоюзного движения, один из организаторов первых российских профсоюзов. Доктор наук, профессор.

## Биография
Родился 16 (28) января 1871 года в Петербурге. Правнук военного педагога, генерал-майора Викентия Францевича Святловского (1796—1842). Отец — Владимир Владимирович Святловский (1850—1901), доктор медицины, статский советник, фабричный инспектор, автор работ по санитарно-гигиеническому состоянию производств; мать — Раиса Самуиловна Покрасова или Френкель (ок. 1853—1912), одна из первых женщин-врачей России.
Окончил гимназию в Москве. В 1890 году отправился в Петербург для работы в Публичной библиотеке, принял участие в революционном движении. Вошёл в одну из первых социал-демократических организаций в России — группу Бруснева, читал в рабочих кружках лекции по естественным наукам. В 1891 году принял участие в первой маёвке в Екатерингофском парке, в 1892 — во второй маёвке на Крестовском острове. Скрываясь от преследований полиции, уехал из России и поселился в Германии.
В 1897 году окончил экономический факультет Мюнхенского университета. Защитил докторскую диссертацию «Хозяйственная история древней Руси» и получил степень доктора государственного хозяйства. В 1898 году приехал в Петербург, участвовал в социал-демократическом движении, примыкал к «экономистам». В 1901 году сдал экзамен на звание магистра политической экономии в Петербургском университете и в качествеприват-доцента стал читать лекции по истории политической экономии. Служил в статистическом отделении Министерства земледелия, с 1903 года был заведующим статистическим делопроизводстве при Министерстве финансов.
С 1905 года состоял в «Союзе союзов», был избран членом бюро и казначеем «Союза союзов». Принял участие в создании первых легальных рабочих профсоюзов в России. В ноябре 1905 избран членом Центрального бюро профсоюзов, стал главным редактором его журнала «Профессиональный союз». В декабре 1905 вошёл от Центрального бюро во второй состав исполкома Петербургского совета рабочих депутатов. Впоследствии отошёл от революционной деятельности. В 1905—1906 издал ряд брошюр и монографий по истории и теории профсоюзного движения, в 1907 опубликовал свой основной труд «Профессиональное движение в России».
В 1907 году по предложению Петербургского университета и Академии наук отправился в этнографическую экспедицию в Австралию и Океанию. Посетил Австралию, Новую Зеландию, Гавайские острова, остров Самоа и остров Пасхи, Новую Гвинею и Меланезию. Собрал богатую этнографическую коллекцию по первобытному хозяйству народов, помещённую в Музее антропологии и этнографии. По итогам поездки опубликовал ряд научных работ, был избран профессором по кафедре политэкономии и статистики Петербургского психоневрологического института. В 1909—10 годах состоял в качестве «сведущего лица» (выражение охранного отделения) при социал-демократической фракции в Государственной думе III созыва, занимаясь рабочим вопросом. С 1910 преподавал политэкономию на Высших женских курсах.
В числе «добровольцев из интеллигенции», участвовал 27 февраля 1917 года в организации охраны Таврического дворца и в работе «штаба Керенского». Уехав из столицы, в 1917 году организовал в Новгородской губернии «Березайское общество распространения народного образования», где вёл культурно-просветительскую работу. В 1919 году вернулся в Петроград, был избран в члены президиума Губполитпросвета. Преподавал в Высшем партийном институте Балтфлота, в Петроградском университете, в Военном институте им. Толмачева, читал лекции в Коммунистическом университете им. Зиновьева, в училище им. Рошаля, в Военно-Морской академии и т. д. В марте 1917 году был избран секретарём «Общества памяти декабристов». С 1920 года работал в Коммунистическом университете национальных меньшинств Запада, с 1924 года — в Ленинградском Губпрофсовете. Опубликовал ряд монографий по истории экономических учений и утопий. Подготовил новое издание книги «Профессиональное движение в России».
Известен также как автор сборников стихотворений «Янтари» (1916) и «Седые города» (1917). Участвовал в деятельности Союза деятелей искусств.
Скончался 22 ноября 1927 года в Ленинграде, похоронен на Новодевичьем кладбище.

## Семья
Первая жена — Софья Николаевна Святловская, в девичества Магуло. Венчались в Татьянинской церкви при Московском университете в 1895 году, в 1903 году разошлись.
Вторая жена (с 1919 года) — Анна Михайловна Святловская, в девичестве Могилянская, по первому мужу Авалова. Врач-дерматовенеролог, выпускница Женского медицинского института, во время блокады Ленинграда — заведующая кафедрой кожных и венерических болезней I ЛМИ.

## Основные труды
- Л. Брентано, его жизнь, воззрения и школа. — М., 1896. — XII, 212 с., 1 л. портр.
- Квартирный вопрос. — СПб., 1898. — 278 с.
- Жилищный вопрос с экономической точки зрения. — 1902.
- К истории политической экономии и статистики в России. Сборник статей. — СПб., 1906. — 200 с.
- Положение вопроса о рабочих организациях в иностранных государствах. Выпуск 1 — 1906
- Положение вопроса о рабочих организациях в иностранных государствах. Выпуск 2 — 1906
- Профессиональное движение в России. — СПб.: Изд-е М. В. Пирожкова, 1907. — 406 с.
- Святловский В.В. Мобилизация земельной собственности в России (1861-1908гг.). — СПб., 1911. — 150 с.
- Очерки по истории экономических воззрений на Западе и в России. Ч. 1. — СПб., 1913.
- Русский утопический роман. — Пг., 1922.
  - Перепечатано в: В. Святловский. Русский утопический роман (Фантастическая литература: Исследования и материалы. Том II). — Б. м.: Salamandra P.V.V., 2015. — 108 c. — (Polaris: Путешествия, приключения, фантастика. Вып. XСIII).
- Происхождение денег и денежных знаков. — Пг., 1923.
- История экономических идей в связи с историей экономического быта. — М., 1923.
- История экономических идей в России, т. I. — Пг., 1923.
- Каталог утопий. — М.: Госиздат, 1923. — 100 с.
- Коммунистическое государство иезуитов в Парагвае в XVII и XVIII ст. — Пг.: Путь к знанию, 1924.
  - Перепечатано в: В. Святловский. Русский утопический роман (Фантастическая литература: Исследования и материалы. Том II). — Б. м.: Salamandra P.V.V., 2015. — 108 c. — (Polaris: Путешествия, приключения, фантастика. Вып. XСIII).
- История социализма. — Изд. 2-е. — Л., 1924.

## Адреса в Санкт-Петербурге
- Конногвардейский бульвар, д. 15[12]